# Murray megye (Minnesota)
Murray megye az Amerikai Egyesült Államokban, azon belül Minnesota államban található. Megyeszékhelye és legnagyobb városa Slayton. Lakosainak száma 8179 fő (2020. április 1.). Murray megye Lyon, Nobles, Rock, Pipestone, Redwood és Cottonwood megyékkel határos.

## Népesség
A megye népességének változása:
| Lakosok száma | 8686 | 8634 | 8570 | 8533 | 8413 | 8179 |
|               | 2010 | 2011 | 2012 | 2013 | 2015 | 2020 |